# Radimlja

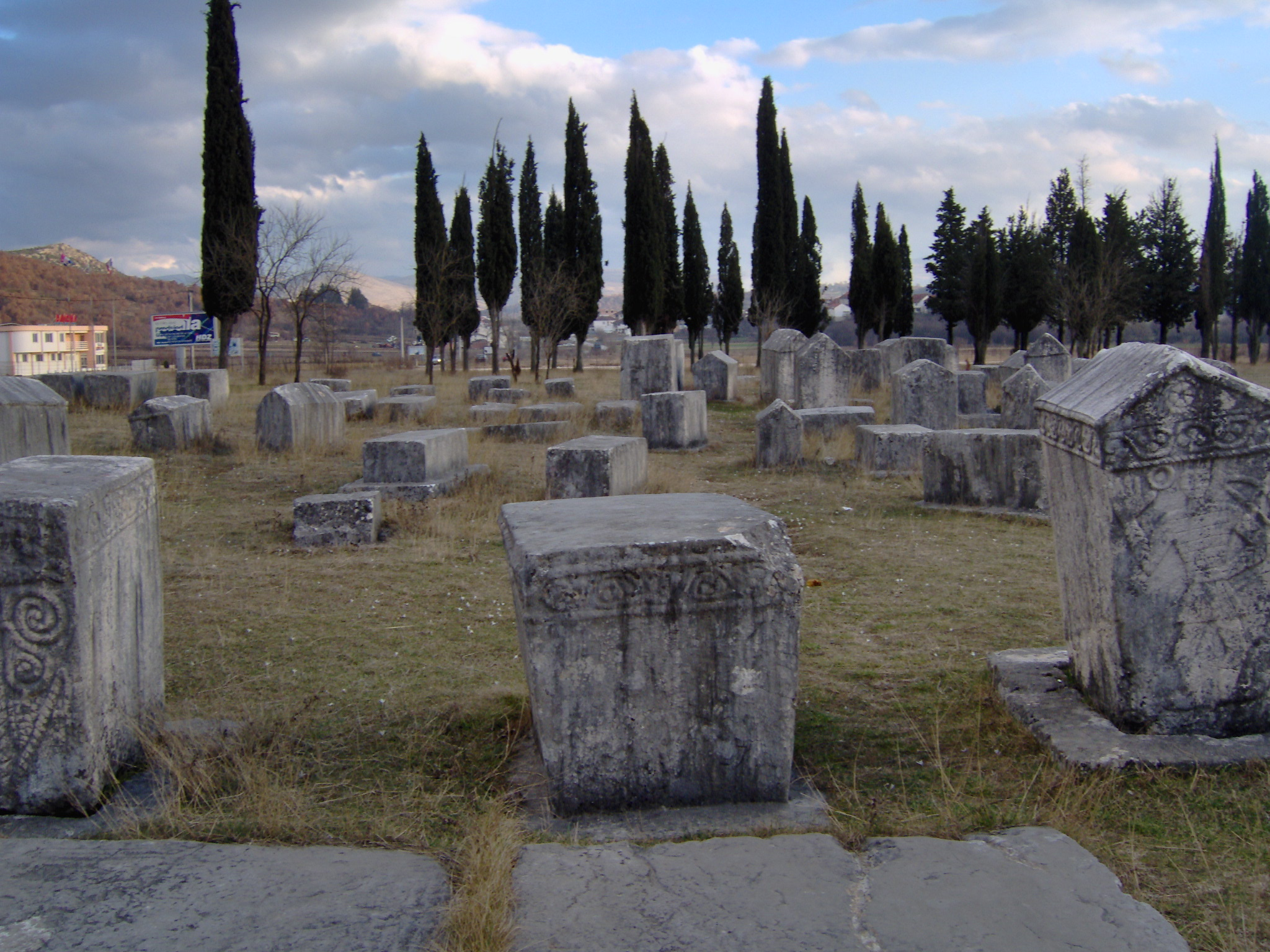
Stećci i Radimlja.

Radimlja är en stor nekropol, gravstenssamling från medeltiden, med stećci (singular: stećak). Dessa gravstenar anses vara 800 år gamla. Radmilja ligger två kilometer från staden Stolac i östra Hercegovina vid vägen mot Mostar. 